# Kire Ristevski
Kire Ristevski (Bitola, 22 de octubre de 1990) es un futbolista macedonio que juega de defensa en el F. C. Struga macedonio. Es internacional con la selección de fútbol de Macedonia del Norte.

## Selección nacional
Ristevski debutó con la selección de fútbol de Macedonia del Norte el 5 de marzo de 2014 en la victoria por 2-1 frente a la selección de fútbol de Letonia.
Fue una pieza clave de la defensa macedonia en la conquista del primer puesto de su grupo en la Liga de Naciones de la UEFA 2018-19.

## Clubes
| Club                  | País                | Año       |
| --------------------- | ------------------- | --------- |
| F. K. Pelister        | Macedonia del Norte | 2008-2010 |
| K. F. Elbasani        | Albania             | 2010-2011 |
| K. F. Bylis Ballsh    | Albania             | 2011-2013 |
| P. F. C. Slavia Sofia | Bulgaria            | 2014      |
| K. F. Tirana          | Albania             | 2015      |
| F. K. Rabotnički      | Macedonia del Norte | 2015-2016 |
| Vasas S. C.           | Hungría             | 2016-2018 |
| Újpest F. C.          | Hungría             | 2018-2021 |
| AEL Limassol          | Chipre              | 2021-2022 |
| F. C. Pyunik          | Armenia             | 2022-2023 |
| Ethnikos Achna        | Chipre              | 2023-2024 |
| F. C. Struga          | Macedonia del Norte | 2024-     |

## Palmarés

### Títulos nacionales
| Título          | Club         | País    | Año  |
| --------------- | ------------ | ------- | ---- |
| Copa de Hungría | Újpest F. C. | Hungría | 2021 |